# ذا إيلدر سكرولز 2: داغر فال

ذا إيلدر سكرولز 2: داغر فال (بالإنجليزية: The Elder Scrolls II: Daggerfall)‏ هي لعبة أكشن تقمص أدوار عالم مفتوح من تطوير ونشر شركة بيثيسدا سوفت ووركس. اللعبة هي الثانية ضمن سلسلة ذا إيلدر سكرولز، صدرت في 20 سبتمبر 1996 على إم إس-دوس.